# سیمونس‌هافن
سیمونس‌هافن (به هلندی: Simonshaven) یک منطقهٔ مسکونی در هلند است که در Nissewaard واقع شده‌است. سیمونس‌هافن c نفر جمعیت دارد.